# Meryem Akdağ
Meryem Akdağ (* 5. August 1992 in Nairobi, Kenia als Mirriam Jepchirchir Maiyo) ist eine türkische Leichtathletin kenianischer Herkunft, die sich auf den Langstreckenlauf sowie den Hindernislauf spezialisiert hat.

## Sportliche Laufbahn
Erste internationale Erfahrungen sammelte Meryem Akdağ im Jahr 2016, als sie bei den Europameisterschaften in Amsterdam mit 9:55,42 min auf den 13. Platz im Hindernislauf gelangte. Anschließend nahm sie an den Olympischen Sommerspielen in Rio de Janeiro teil und schied dort mit 9:50,28 min im Vorlauf aus. Im Dezember gewann sie dann bei den Crosslauf-Europameisterschaften im italienischen Chia in 24:56 min die Silbermedaille im Einzelrennen hinter ihrer Landsfrau Yasemin Can und in der Teamwertung sicherte sie sich die Goldmedaille. Im Jahr darauf schied sie bei den Halleneuropameisterschaften in Belgrad mit 4:16,08 min in der Vorrunde im 1500-Meter-Lauf aus und anschließend gewann sie bei den Crosslauf-Weltmeisterschaften in Kampala in 22:37 min gemeinsam mit Aras Kaya, Ali Kaya und Yasemin Can die Bronzemedaille in der Mixed-Staffel hinter den Teams aus Kenia und Äthiopien. Im Mai belegte sie bei den Islamic Solidarity Games in Baku in 2:03,52 min den vierten Platz im 800-Meter-Lauf und gewann in 4:19,91 min die Silbermedaille über 1500 Meter hinter der Marokkanerin Rababe Arafi. Zudem gewann sie mit der türkischen 4-mal-400-Meter-Staffel in 3:41,29 min die Bronzemedaille hinter den Teams aus Bahrain und Nigeria. Im August kam sie dann bei den Weltmeisterschaften in London mit 4:12,51 min nicht über den Vorlauf über 1500 Meter hinaus. 2018 gelangte sie bei den Mittelmeerspielen in Tarragona mit 4:19,04 min auf den fünften Platz über 1500 Meter und im Jahr darauf kam sie bei den Crosslauf-Europameisterschaften 2019 in Lissabon nicht ins Ziel. 2021 bestritt sie ihre letzten offiziellen Wettkämpfe und beendete daraufhin ihre aktive sportliche Karriere im Alter von 29 Jahren.
2024 gab sie ein Comeback und im Jahr darauf wurde sie bei den erstmals ausgetragenen Straßenlauf-Europameisterschaften 2025 in Löwen in 33:59 min 60. im 10-km-Straßenlauf.
2020 wurde Akdağ türkische Meisterin im 1500- und 3000-Meter-Lauf.

## Persönliche Bestleistungen
- 800 Meter: 2:03,52 min, 17. Mai 2017 in Baku
- 1500 Meter: 4:05,47 min, 7. Juli 2017 in Bursa
  - 1500 Meter (Halle): 4:09,95 min, 17. Februar 2017 in Istanbul
- 3000 Meter: 9:03,02 min, 20. Februar 2016 in Istanbul
- 5000 Meter: 15:19,27 min, 20. Februar 2016 in Istanbul
- 10-km-Straßenlauf: 33:59 min, 13. April 2025 in Löwen
- 3000 m Hindernis: 9:36,54 min, 1. Mai 2016 in Mersin